# Phytomyza affinis
Phytomyza affinis este o specie de muște din genul Phytomyza, familia Agromyzidae, descrisă de Fallen în anul 1823.
Este endemică în Sweden. Conform Catalogue of Life specia Phytomyza affinis nu are subspecii cunoscute.